# بيسمون
قرية عربية تقع في سهل الحولة في الشمال الشرقي من مدينة صفد على حافة مستنقعات الحولة الغربية، وفي ظاهر قرية الملاحة الشمالي، وعلى بعد 3 كم إلى الجنوب من قرية جاحولا. تمر إلى الغرب منها طريق طبريا -المطلة التي تتفرع منها طريق ثانوية غير معبدة إلى الشمال من قرية عرب الزبيد، وتمر بقرية الملاحة ثم بيسمون لتعود وتلتقي مرة أخرى بالطريق الرئيسة المذكورة.
أقيمت القرية على السفح الجنوبي لتل يرتفع 75م عن سطح البحر. وتوجد بعض الينابيع والعيون إلى الغرب من القرية، ويمر بظاهرها الشرقي وادي العرايس الذي كان ينتهي في بحيرة الحولة. امتدت مباني القرية على طول الطريق التي تربطها بالطريق الرئيسة باتجاه شمالي غربي – جنوبي شرقي. ومبانيها مبعثرة غير منتظمة، وتجمع بعضها حول نبع للماء جنوبي القرية.
مساحة الأراضي التابعة للقرية 2102 دونماً منها 45 دونماً للطرق والأودية. وقد غرست أشجار الحمضيات في بعض الأراضي في ظاهر القرية الشمالي. وتحيط أراضي امتياز الحولة والملاحة وعرب زبيد والنبي يوشع وأراضي خربة الهراوي بأراضي بيسمون.
يرجع سكان القرية في أصولهم إلى عرب الحمدون، وقد بلغ عددهم 41 نسمة في عام 1922، وارتفع هذا العدد إلى 50 نسمة في عام 1931، وكانوا يقطنون آنذاك في 11 مسكناً. ثم انخفض هذا العدد إلى 20 نسمة في عام 1945. وتشتت سكان القرية بعد تدمير اليهود قريتهم في عام 1948

## وصلات خارجية
- بيسمون ترحب بكم